# Aeretes melanopterus
Lo scoiattolo volante della Cina settentrionale (Aeretes melanopterus Milne-Edwards, 1867), unica specie del genere Aeretes G. M. Allen, 1940, è uno scoiattolo volante endemico della Cina.

## Tassonomia
Attualmente, gli studiosi riconoscono due sottospecie di scoiattolo volante della Cina settentrionale:
- A. m. melanopterus Milne-Edwards, 1867 (Hebei);
- A. m. szechuanensis Wang, Tu e Wang, 1966 (Sichuan centrale e nord-orientale e Gansu meridionale).

## Descrizione
Il corpo dello scoiattolo volante della Cina settentrionale misura 27,5-35,5 cm di lunghezza e la coda è lunga 33-35,6 cm. I peli del dorso, brevi, folti e morbidi, sono di colore marroncino uniforme, con la base grigio-ardesia. I peli dei fianchi hanno le estremità giallastre. Le regioni inferiori sono di colore variabile dal grigiastro al camoscio, a eccezione della gola e della parte posteriore della superficie ventrale, che sono biancastre. Il patagio è marrone scuro, e la testa è generalmente di colore più chiaro e più grigio del dorso. La coda, folta e chiaramente appiattita, è di colore grigio-camoscio con la punta nera.

## Distribuzione e habitat
Lo scoiattolo volante della Cina settentrionale vive solamente in due piccole aree del Paese, una nei pressi di Pechino, nella Provincia dell'Hebei (Cina nord-orientale), l'altra lungo il confine tra il Gansu meridionale e il Sichuan. Vive nelle foreste di montagna, dal livello del mare fino a 3000 m di quota.

## Biologia
Questo scoiattolo volante di medie dimensioni si distingue dagli altri membri della famiglia per la struttura degli incisivi superiori, che sono larghi e con una scanalatura centrale sulla superficie frontale, che ha valso alla specie il nome alternativo di scoiattolo volante dai denti scanalati. La peculiare struttura dei denti lascia ipotizzare che le abitudini alimentari e la biologia di A. melanopterus siano leggermente differenti da quelle degli altri scoiattoli volanti. D'altra parte, l'unico dato certo riguardante la biologia di questo animale è che abita le foreste.

## Conservazione
A causa della deforestazione, gli studiosi cinesi ritengono che lo scoiattolo volante della Cina settentrionale sia divenuto un animale raro. La IUCN lo inserisce tra le specie prossime alla minaccia.